# Estadio Villa de Beniel
El estadio municipal Villa de Beniel es el estadio de fútbol más grande en la localidad de Beniel, en la Región de Murcia, España. Cuenta con una capacidad aproximada para 6000 espectadores. En el disputa sus partidos el Club Deportivo Beniel.
En los años 2000 dejó de ser un campo de tierra para tener césped, y a finales de 2009 se construyó una grada de preferencia con siete niveles en lugar de tres, que dotó al recinto de la capacidad citada anteriormente.
En la temporada 2021/2022, el feudo amarillo se renombra como Estadio Municipal Cristian Portugués en homenaje al canterano del club y campeón de Copa del Rey con la Real Sociedad de Fútbol.
- Datos: Q5848457